# شزندرة صينية
شزندرة صينية (الاسم العلمي:Schisandra chinensis) هي نوع نباتي يتبع جنس الشزندرة من فصيلة الشزندرية.